# Oenothera siambonensis
Oenothera siambonensis är en dunörtsväxtart som beskrevs av W. Dietrich. Oenothera siambonensis ingår i släktet nattljussläktet, och familjen dunörtsväxter. Inga underarter finns listade i Catalogue of Life.